# Friedrich Nietzsche
Friedrich Wilhelm Nietzsche (Röcken, Reino da Prússia, 15 de outubro de 1844 – Weimar, Império Alemão, 25 de agosto de 1900) foi um filósofo, filólogo, crítico cultural, poeta e compositor prussiano do século XIX, nascido na atual Alemanha. Escreveu vários textos criticando a religião, a moral, a cultura contemporânea, a filosofia e a ciência, exibindo certa predileção por metáfora, ironia e aforismo.
Suas ideias-chave incluíam a dicotomia apolíneo e dionisíaco, o perspectivismo, a vontade de poder, a morte de Deus, o Übermensch e o eterno retorno. Sua filosofia central é a "afirmação da vida", que envolve o questionamento de qualquer doutrina que drene energias expansivas, não importando o quão histórica e socialmente predominantes sejam essas ideias. Seu questionamento radical do valor e da objetividade da verdade tem sido extremamente debatido e sua influência continua a ser substancial, especialmente na tradição filosófica continental compreendendo existencialismo, pós-modernismo e pós-estruturalismo. Suas ideias de superação individual e transcendência tiveram um impacto profundo sobre diversos pensadores entre o final do século XIX e o início do século XX, que usaram tais conceitos como pontos de partida para suas próprias filosofias.
Nietzsche começou sua carreira como filólogo clássico — um estudioso da crítica textual grega e romana — antes de se voltar para a filosofia. Em 1869, aos vinte e quatro anos, foi nomeado para a cadeira de Filologia Clássica na Universidade de Basileia, a pessoa mais jovem a ter alcançado esta posição. Em 1889, com quarenta e quatro anos de idade, sofreu um colapso mental. O incidente foi posteriormente atribuído à paresia geral atípica devido à sífilis terciária, mas esse diagnóstico tem sido enfrentado pelos leitores e estudiosos da obra de Nietzsche. Nietzsche viveu seus últimos anos sob os cuidados de sua mãe até a morte dela em 1897. Depois, caiu sob os cuidados de sua irmã, Elisabeth Förster-Nietzsche, até morrer em 1900.
Como sua cuidadora, sua irmã assumiu o papel de curadora e editora de seus manuscritos. Elizabeth era casada com um proeminente nacionalista e antissemita alemão, Bernhard Förster, e retrabalhou escritos inéditos de Nietzsche para adequá-los à ideologia de seu marido de maneira contrária às opiniões expressas por seu irmão, que estavam explicitamente opostas ao antissemitismo e ao nacionalismo. Através das edições de Förster-Nietzsche, o nome de Friedrich tornou-se associado ao militarismo alemão e ao nazismo, mas, desde o século XX, analistas literários vêm tentando neutralizar esse equívoco das ideias de Nietzsche.

## Biografia

### Juventude
Friedrich Wilhelm Nietzsche ([ˈniːtʃə] ou [ˈnitʃi]) nasceu em uma família luterana, em 15 de outubro de 1844. Filho de Karl Ludwig, seus dois avós eram pastores protestantes. O próprio Nietzsche pensou em seguir a carreira de pastor, entretanto rejeitou a crença religiosa durante sua adolescência e o seu contato com a filosofia afastou-o da carreira teológica. Iniciou seus estudos no semestre de inverno de 1864-1865 na Universidade de Bonn em filologia clássica e teologia evangélica. Em Bonn, participou da Burschenschaft Frankonia, mas acabou abandonando-a em razão de sua participação atrapalhar seus estudos. Transferiu-se, depois, para a Universidade de Leipzig: isso se deveu, acima de tudo, à transferência do professor Friedrich Wilhelm Ritschl (figura paterna para Nietzsche) para essa organização. Durante os seus estudos na Universidade de Leipzig, a leitura de Schopenhauer (O Mundo como Vontade e Representação, de 1820) veio a constituir as premissas da sua vocação filosófica. Aluno brilhante, dotado de sólida formação clássica, Nietzsche foi nomeado, aos 24 anos, professor de filologia na Universidade de Basileia. Adotou, então, a nacionalidade suíça. Desenvolveu, durante dez anos, a sua acuidade filosófica no contato com o pensamento grego antigo, com predileção para os Pré-socráticos, em especial para Heráclito e Empédocles. Durante os seus anos de ensino, tornou-se amigo de Jacob Burckhardt e Richard Wagner. Em 1870, comprometeu-se como voluntário (médico) na Guerra franco-prussiana. A experiência da violência e o sofrimento chocaram-no profundamente.

Com a pressão de ser jovem e ter que manter sua colocação como professor universitário, em 1872 Nietzsche publica O Nascimento da Tragédia. O livro é recebido com críticas mordazes de Ulrich von Wilamowitz-Moellendorff, filólogo de renome da época. Segundo o acadêmico, Nietzsche era a “desgraça de Schulpforta”, sendo Schulpforta uma escola preparatória de renome em que Nietzsche e ele próprio estudaram.

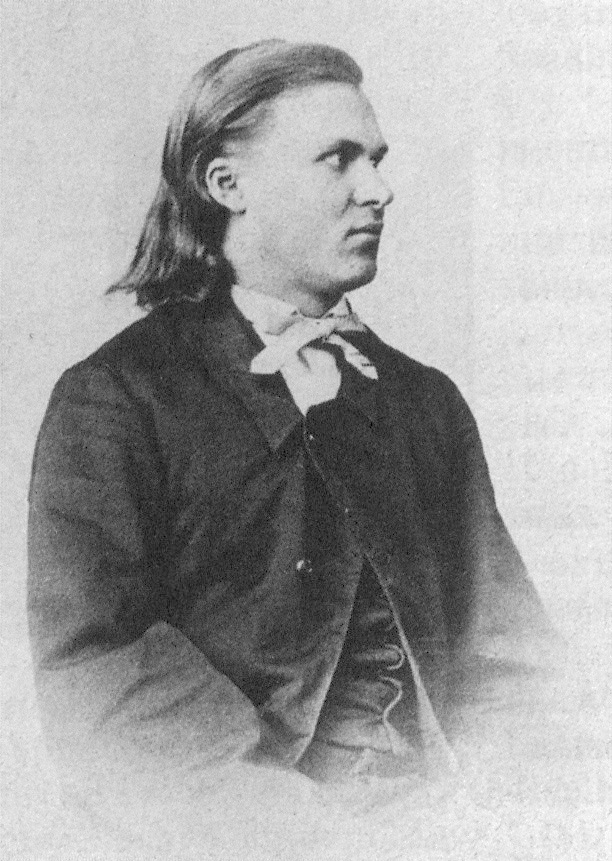
Nietzsche em 1862

Em 1879, seu estado de saúde obrigou-o a deixar o posto de professor. Sua voz, inaudível, afastava os alunos. Começou, então, uma vida errante em busca de um clima favorável tanto para sua saúde como para seu pensamento (Veneza, Gênova, Turim, Nice, Sils-Maria: "Não somos como aqueles que chegam a formar pensamentos senão no meio dos livros — o nosso hábito é pensar ao ar livre, andando, saltando, escalando, dançando (…)." Em 1882, encontrou Paul Rée e Lou Andreas-Salomé, a quem pediu em casamento. Ela recusou, após ter-lhe feito esperar sentimentos recíprocos. No mesmo ano, começou a escrever o Assim Falou Zaratustra, quando de uma estada em Nice. Nietzsche não cessou de escrever com um ritmo crescente. Este período terminou brutalmente em 3 de Janeiro de 1889 com uma "crise de loucura" que, durando até à sua morte, colocou-o sob a tutela da sua mãe e sua irmã. No início desta loucura, Nietzsche personificou alternativamente as figuras de Dionísio e Cristo, expressas em bizarras cartas, afundando, depois, em um silêncio quase completo até à sua morte. Uma lenda dizia que contraiu sífilis. Estudos recentes defendem um diagnóstico de transtorno afetivo bipolar, manifesto desde sua adolescência, o que explicaria tanto suas depressões como períodos de escrita intensa (grafomania), e mesmo sua criatividade literária e poética. Após sua morte, sua irmã, Elisabeth Förster-Nietzsche e Peter Gast, dileto amigo do filósofo, segundo um plano de Nietzsche, datado de 17 de março de 1887, efetuaram uma coletânea de fragmentos póstumos para compor a obra conhecida como "Vontade de Poder". Essa obra foi, amiúde, acusada de ser uma "deturpação nazista"; tal afirmação mostrou-se inverídica, frente às comparações com a edição crítica alemã, como denotaram os tradutores da nova tradução para o português, e especialmente o filósofo Gilvan Fogel, que afirmou que "é preciso que se enfatize: os textos são autênticos. Todos são da cunhagem, da lavra de Nietzsche. Não foram, como já se disse e se insinuou, distorcidos ou adulterados pelos organizadores".
Durante toda a vida, tentou explicar o insucesso de sua literatura, chegando à conclusão de que nascera póstumo, para os leitores do porvir.:30-32 O sucesso de Nietzsche, entretanto, sobreveio quando um professor dinamarquês leu a sua obra Assim Falou Zaratustra e, então, tratou de difundi-la, em 1888.
Muitos estudiosos da época tentaram localizar os momentos em que Nietzsche escrevia sob crises nervosas ou sob efeito de drogas. Nietzsche estudou biologia e tentava descobrir sua própria maneira de minimizar os efeitos da sua doença.

### Colapso mental e morte (1889–1900)

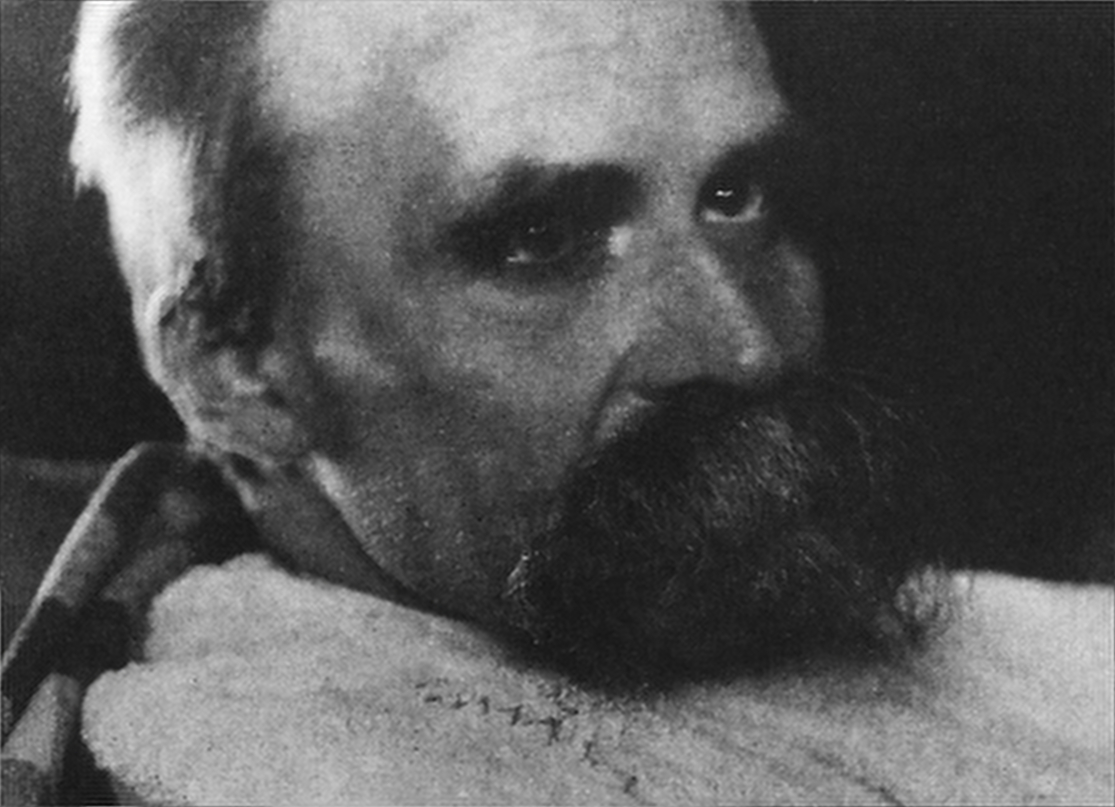
Foto de Hans Olde da série Nietzsche adoecido, c. 1899

Em 3 de janeiro de 1889, Nietzsche sofreu um colapso mental. O próprio teria testemunhado o açoitamento de um cavalo no outro extremo da Piazza Carlo Alberto, e então correu em direção ao cavalo, jogou os braços ao redor de seu pescoço para protegê-lo e, em seguida, caiu no chão.
Nos dias seguintes, Nietzsche enviou escritos breves conhecidos como Wahnbriefe ("Cartas da loucura") para um número de amigos, como Cosima Wagner e Jacob Burckhardt. Muitas delas assinadas como "Dionísio".
Embora a maioria dos comentaristas considerem seu colapso como alheios à sua filosofia, Georges Bataille chegou a insinuar que sua filosofia pudesse tê-lo enlouquecido ("'Homem encarnado' também deve enlouquecer") e a psicanálise post mortem de René Girard postula uma rivalidade de adoração com o Richard Wagner.
Faleceu em 25 de agosto de 1900. Encontra-se sepultado em Röcken Churchyard, Röcken, Saxônia-Anhalt na Alemanha.

## Pensamento

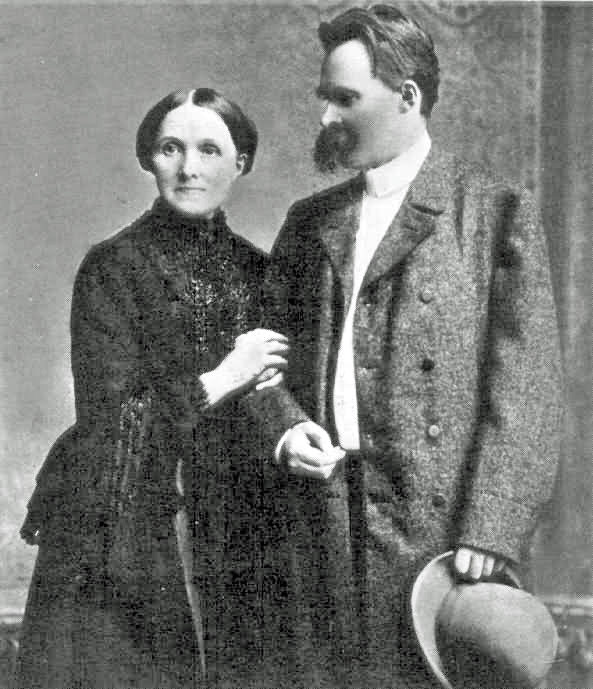
Nietzsche ao lado de sua mãe

A cultura ocidental e suas religiões, bem como a moral da tradição judaico-cristã, foram temas recorrentes na obra de Friedrich Nietzsche. O filósofo foi alvo de intensas críticas na história da filosofia moderna – em parte devido ao caráter aforístico e à complexidade de suas categorias conceituais –, o que frequentemente gera debates acerca dos limites entre interpretação literária e argumentação filosófica.
Em 1874, Friedrich Nietzsche questiona o valor da história, relacionando-a a uma instância exterior, a vida, que ele qualifica então como não histórica. Em 1878, essa perspectiva é revista, quando ele propõe uma "filosofia histórica" que passa a identificar vida e história, possibilitando a construção de uma história dos valores. Nesse contexto, Nietzsche aproxima-se do utilitarismo, perspectiva que ele critica e reelabora ao longo dos anos, como exemplificado em A Gaia Ciência (1882). Em 1887, o conceito de genealogia surge como uma nova abordagem histórica, na qual a análise crítica dos valores depende da superação do modelo utilitarista, constituindo também uma autocrítica ao seu pensamento anterior, como evidenciado na crítica a Paul Rée.
Além disso, Nietzsche considerava o cristianismo e o budismo como “as duas religiões da decadência”, embora apontasse diferenças fundamentais entre elas – por exemplo, afirmando que o budismo seria "cem vezes mais realista que o cristianismo". Em seus escritos, o filósofo também manifesta uma posição pessoal em relação ao ateísmo, como exemplificado em Ecce Homo:
A crítica nietzschiana ao idealismo metafísico concentra-se na problematização das categorias e dos valores morais que, segundo ele, encobrem uma realidade mais primordial. Para isso, propõe a genealogia dos valores – uma abordagem que visa investigar as origens históricas e culturais dos conceitos morais. Friedrich Nietzsche procurou despir os valores universalmente aceitos das ilusões e dos preconceitos que, segundo ele, serviram de alicerce à civilização ocidental. Nesse sentido, tanto a moral tradicional – em especial a kantiana –, quanto a religião e a política, seriam máscaras que ocultam uma realidade profunda e, por vezes, ameaçadora.
Sobre o tema da escravidão, há controvérsias na interpretação dos escritos nietzschianos. Alguns estudiosos apontam que o filósofo teria mencionado, em certos trechos, ideias que hoje podem ser lidas como compatíveis com uma visão aristocrática – chegando, inclusive, a fazer comparações relativas à aptidão para o trabalho braçal de diferentes povos. Em um trecho específico, o filósofo afirma:
 Cada elevação do "tipo homem" tem sido até agora obra de uma sociedade aristocrática e sempre será – uma sociedade que acredita em uma longa escala de de hierarquias e diferenças de valor entre os seres humanos; e exigindo a escravidão de uma ou outra forma. 

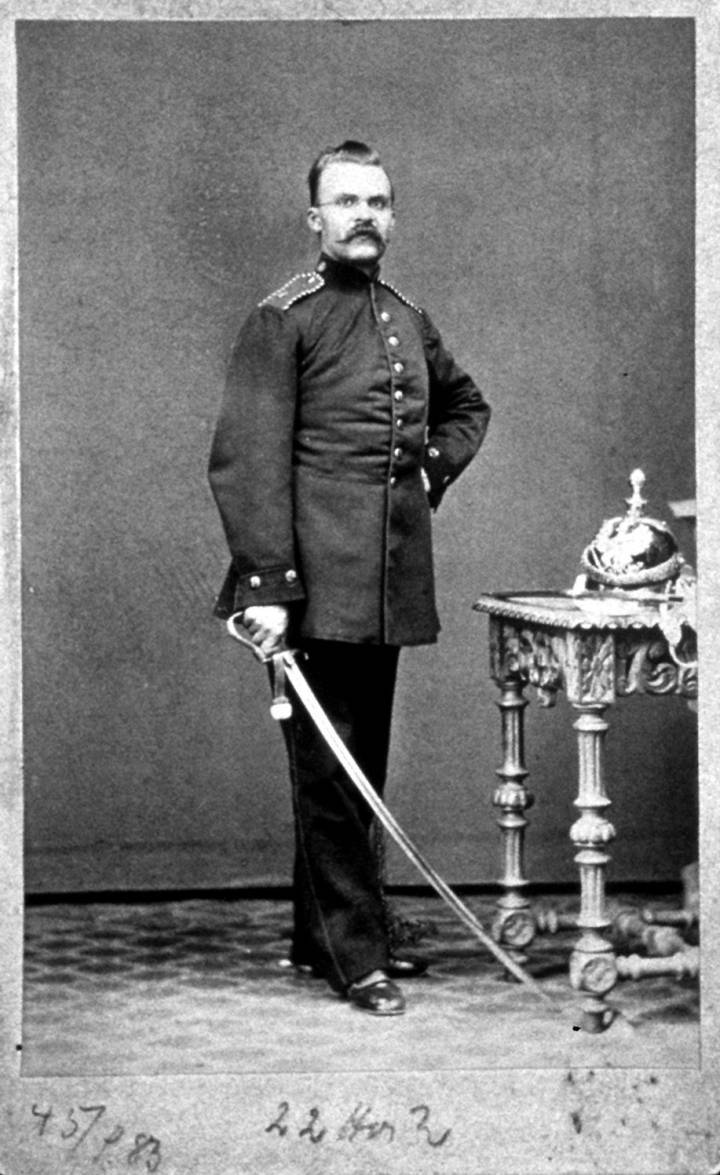
Nietzsche em agosto de 1868

 Segundo Maudemarie Clark, essa passagem deve ser interpretada no contexto de uma crítica à moral que, segundo Nietzsche, legitima hierarquias sociais – interpretação que, entretanto, permanece objeto de debate entre os estudiosos.
Para Nietzsche, a vida se mantém por meio de imbricações incessantes entre os seres, em uma luta constante em que vencedores podem, a qualquer momento, ser vencidos. Esse dinamismo é sintetizado na ideia da vontade de poder, entendida não somente como domínio, mas como uma força vital que se manifesta na criatividade e na superação dos limites impostos pelas convenções.
Nesse sentido, não há meio-termo entre a aceitação plena da vida e a sua negação; o ideal nietzschiano consiste em arrancar as máscaras que distorcem a realidade, de modo a restituir à existência seu ritmo vital e exuberante.
Nietzsche apresenta o ser humano como um “filho do húmus”, constituído de corpo e vontade, destinado não apenas a sobreviver, mas a vencer. Suas “virtudes” – como orgulho, alegria, saúde, vigor sexual e disciplina intelectual – seriam, portanto, atributos de uma elite criadora, enquanto ele rejeita qualquer concepção de igualitarismo ou do imperativo categórico proposto por Kant.
Em sua crítica ao racionalismo, Nietzsche denuncia uma razão que, ao impor limites à vida, aprisiona o potencial humano. Para ele, o mundo não se organiza segundo uma ordem ou estrutura racional, mas se caracteriza pela desordem – uma realidade que somente a arte pode transmutar em beleza.
Ainda que reconheça pontos de convergência com pensadores como Kant e Platão, Nietzsche enfatiza que a filosofia deve libertar o indivíduo das imposições que restringem sua autenticidade. Ele defende, assim, uma liberdade que implica a escolha consciente entre um conjunto de valores criados historicamente e uma moral mais instintiva e vital – uma tensão que ilustra sua rejeição tanto da moralidade tradicional quanto de modelos utópicos de emancipação.
Para Kant, a razão – operando dentro de seus próprios limites – permitiria ao homem compreender-se e buscar a libertação. Em contraposição, Nietzsche entende que essa mesma razão aprisiona o espírito humano, transformando o processo de libertação em uma espécie de escravidão dos grilhões conceituais.
Em sua busca por uma nova forma de filosofar, marcada por um caráter libertário e pela superação dos condicionamentos históricos, Nietzsche propõe uma crítica radical à teleologia kantiana. Sua filosofia pressupõe que a verdadeira realidade não se encontra na conformidade a normas fixas, mas na expressão singular e instintiva da vida. Nietzsche sustentava que a base racional da moralidade seria uma ilusão, descartando a noção de homem puramente racional. Para ele, o mundo é, antes de tudo, um fluxo de desordem e irracionalidade – onde a vida se revela na vivência do instante, sem as máscaras impostas por convenções artificiais.

### Übermensch

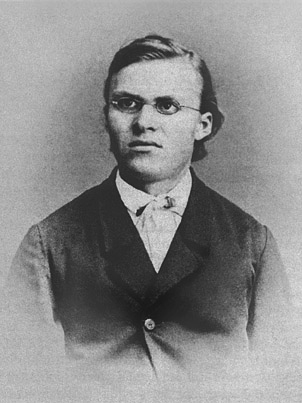
Nietzsche em setembro de 1864

O conceito de Übermensch (em português, "Além-do-Homem" ou "Super-Homem") é apresentado por Friedrich Nietzsche em sua obra Assim Falou Zaratustra e se tornou um dos elementos mais emblemáticos de seu pensamento filosófico.:12–15 O Übermensch representa o ideal do ser humano que transcende a moralidade convencional e cria seus próprios valores, rompendo com as normas impostas pela sociedade e pela religião.:243–248
Para Nietzsche, o Übermensch não é um ser superior no sentido biológico ou racial, mas sim um indivíduo que afirma a vida em sua totalidade, aceitando tanto o sofrimento quanto o prazer como componentes inseparáveis da existência.:208–210 Essa figura contrasta diretamente com o último homem, um ser resignado, conformista e medíocre, que busca apenas o conforto e a segurança, evitando desafios e aspirações elevadas.:78–80
O Übermensch está intimamente ligado ao conceito de eterno retorno, um experimento filosófico que propõe que a vida deve ser vivida de tal forma que o indivíduo desejaria reviver cada instante dela infinitamente.:240 Nesse contexto, o Übermensch é aquele que aceita plenamente essa repetição eterna, transformando sua existência em uma obra de arte e criando novos valores que afirmam a vida, sem recorrer a princípios transcendentais ou absolutos.:132–135
Nietzsche nunca define explicitamente o Übermensch, deixando-o como um ideal aberto a múltiplas interpretações. Enquanto alguns estudiosos o consideram um modelo ético e estético, outros o veem como uma crítica às aspirações utópicas ou absolutistas.:45–48 Após a morte do filósofo, o conceito foi apropriado de forma distorcida por movimentos nacionalistas, notadamente pelo nazismo, que o utilizou para promover ideias de superioridade racial. Essa apropriação foi fortemente incentivada por sua irmã, Elisabeth Förster-Nietzsche, que editou e manipulou as obras póstumas de Nietzsche, atribuindo-lhe um caráter antissemita que ele nunca endossou.
No entanto, a leitura contemporânea do Übermensch tende a ressaltar seu caráter existencialista, focado na autonomia criativa, na autossuperação e na rejeição da moralidade herdada, reafirmando Nietzsche como um pensador que promove a liberdade individual e a reinvenção constante da existência.:94–98

### Niilismo

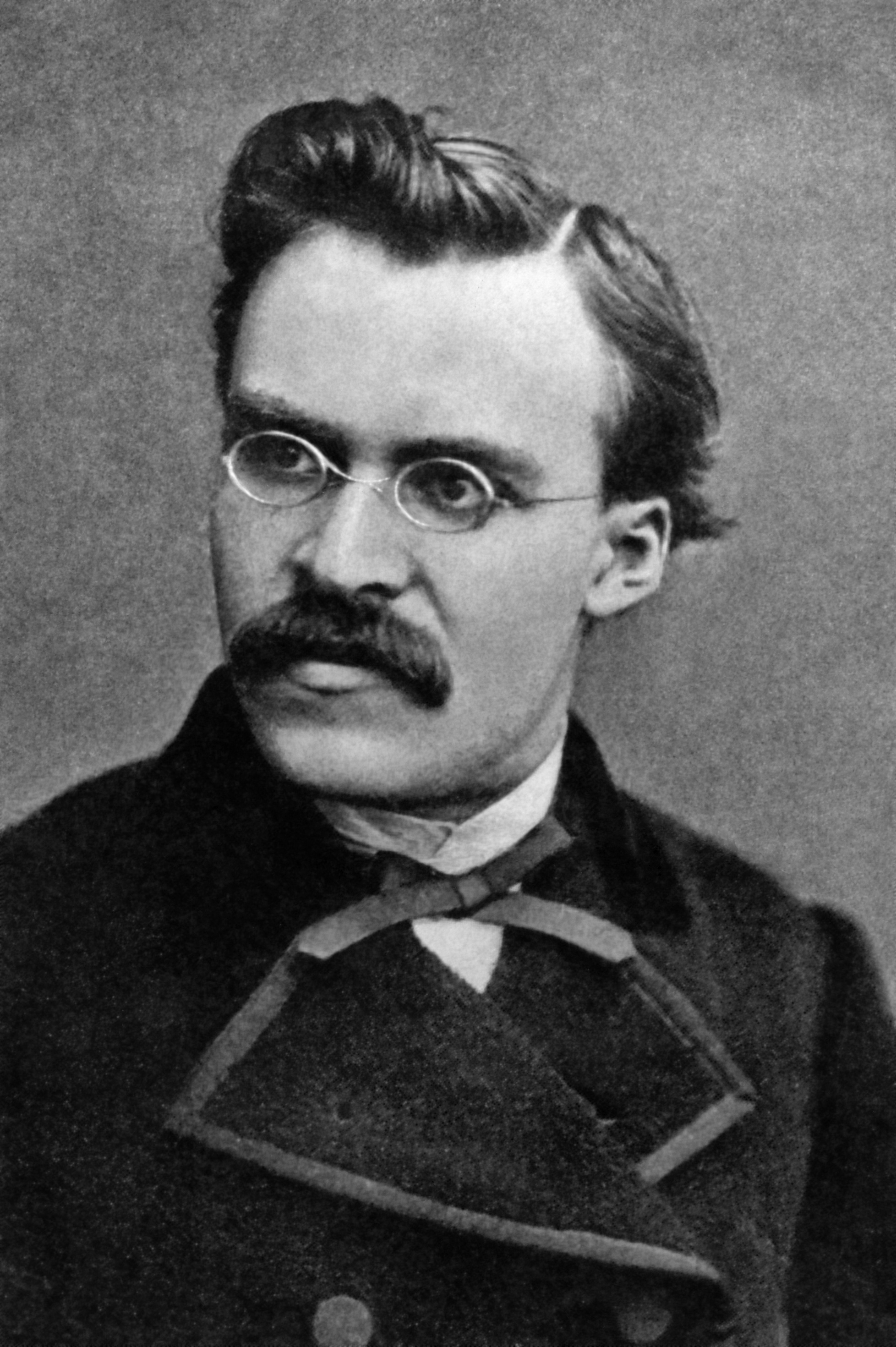
Nietzsche em 1869

A questão do niilismo ocupa um lugar central na obra de Friedrich Nietzsche, sendo amplamente abordada em textos como A Gaia Ciência, Assim Falou Zaratustra e Para Além do Bem e do Mal. Nietzsche define o niilismo como o reconhecimento de que os valores supremos perderam seu valor, ou seja, de que não há um fundamento objetivo que justifique os sistemas morais e metafísicos tradicionais.:125 Essa crise emerge, segundo Nietzsche, com a "morte de Deus", um evento metafórico que marca o colapso das crenças religiosas e a emergência de um vazio existencial.
Para Nietzsche, o niilismo pode ser tanto passivo quanto ativo. No primeiro caso, há um sentimento de desesperança diante do vazio deixado pelo colapso dos valores tradicionais. No segundo, o niilismo assume um caráter afirmativo, em que o indivíduo cria seus próprios valores, rompendo com os dogmas estabelecidos.
Diversos pensadores interpretaram Nietzsche como um defensor do niilismo, enquanto outros consideram que ele propôs uma superação do niilismo. Martin Heidegger argumenta que Nietzsche é o "último metafísico do Ocidente", pois, ao diagnosticar o niilismo, ele acaba reafirmando a lógica da metafísica ocidental, ainda que de forma crítica. Para Walter Kaufmann, por outro lado, Nietzsche não era um niilista no sentido tradicional, mas sim um crítico radical do niilismo passivo, propondo um "niilismo ativo" como forma de superá-lo e afirmar a vida.:134–137
A partir dessa perspectiva, o niilismo em Nietzsche não seria um ponto de chegada, mas um processo de transição. Ele defende a criação de novos valores através da figura do Übermensch, um indivíduo que, em vez de sucumbir ao vazio, transforma a ausência de fundamentos objetivos em um impulso criativo.:95–98

### Controvérsias
Nietzsche se mostrava crítico em relação às “ideias modernas” e à cultura de seu tempo. Para o filósofo, ideais como democracia, socialismo e certas formas de emancipação feminina refletiam, em sua visão, expressões de uma decadência do “tipo homem”. Essa perspectiva, ainda que controversa, o posiciona para muitos estudiosos como um precursor de debates que se estenderiam à pós-modernidade.
A associação de Nietzsche com a Alemanha Nazista deve-se, em parte, à atuação de Elisabeth Förster-Nietzsche, sua irmã simpatizante do regime, que procurou promover certos aspectos de seu pensamento para legitimar ideologias políticas. Conforme o próprio Heidegger – que teve uma relação complexa com o filósofo – "na Alemanha se era contra ou a favor de Nietzsche", evidenciando a instrumentalização de suas ideias em debates políticos posteriores.
Todavia, Nietzsche foi explicitamente crítico do antissemitismo – movimento que, posteriormente, se consolidaria no regime de Adolf Hitler e em seu entorno. Em A Genealogia da Moral, pode-se identificar sua oposição a interpretações que, a partir do ressentimento, incitassem a hostilidade contra determinados grupos sociais. Por exemplo, o filósofo declara:
 Antes direi no ouvido dos psicólogos, supondo que desejem algum dia estudar de perto o ressentimento: hoje esta planta floresce do modo mais esplêndido entre os anarquistas e antissemitas, aliás onde sempre floresceu, na sombra, como a violeta, embora com outro cheiro. 
Independentemente das apropriações ideológicas ocorridas ao longo da história, a obra de Nietzsche sobrevive e continua a ser objeto de intenso estudo. Em diversos momentos, o filósofo tentou estabelecer diálogos entre seus contemporâneos – por meio de encontros de leitura e discussão – embora, em geral, sua produção intelectual tenha seguido um caminho solitário, marcado por intensas reflexões pessoais.

### Estilo de escrita

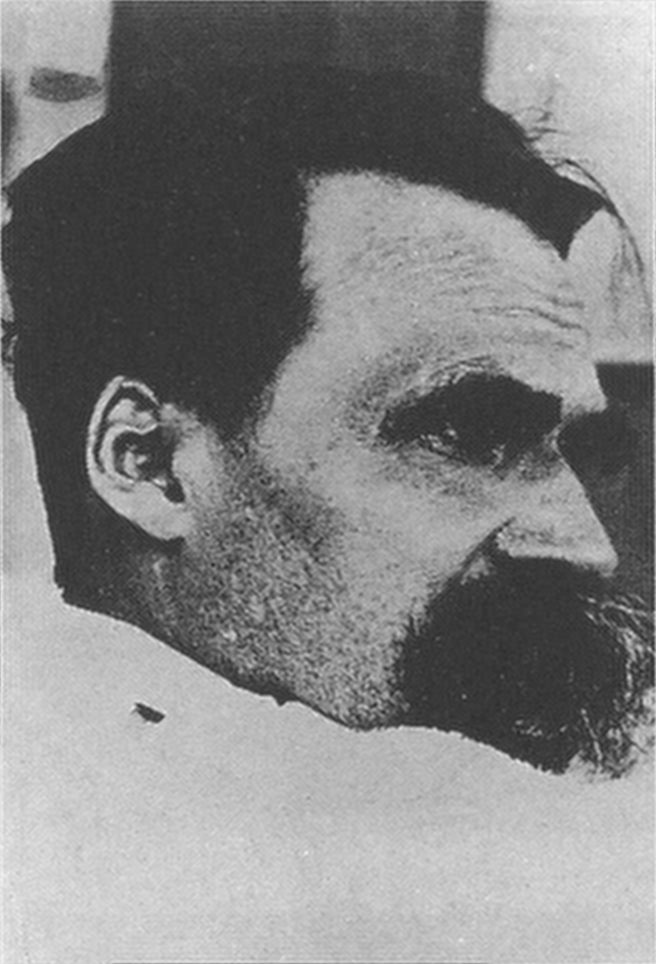
Nietzsche fotografado por Hans Olde no verão de 1899

O estilo de escrita de Friedrich Nietzsche é marcado por uma abordagem aforística, poética e provocativa, diferenciando-o de muitos filósofos de sua época. Ao invés de textos sistemáticos e rigorosamente estruturados, Nietzsche optou por um formato fragmentado, utilizando aforismos, parábolas e metáforas para expressar suas ideias.:34–38
Essa escolha estilística reflete sua concepção de que a verdade não pode ser capturada em sistemas fechados e dogmáticos, mas deve ser explorada de forma dinâmica e multifacetada. Obras como Assim Falou Zaratustra e A Gaia Ciência exemplificam seu uso da linguagem metafórica e poética, evocando imagens poderosas e explorando um tom profético e visionário.:176–180
Além disso, Nietzsche recorre frequentemente ao uso da ironia e da crítica mordaz, adotando um tom combativo e polêmico. Em obras como Para Além do Bem e do Mal e Genealogia da Moral, ele utiliza a crítica moral como uma forma de desconstruir os valores ocidentais e expor suas contradições internas.:89–92
A combinação de um estilo aforístico, poético e crítico contribui para a ambiguidade interpretativa de sua obra, tornando-a suscetível a múltiplas leituras e apropriações, desde a filosofia existencialista até o pós-estruturalismo.:23–25

## Obras

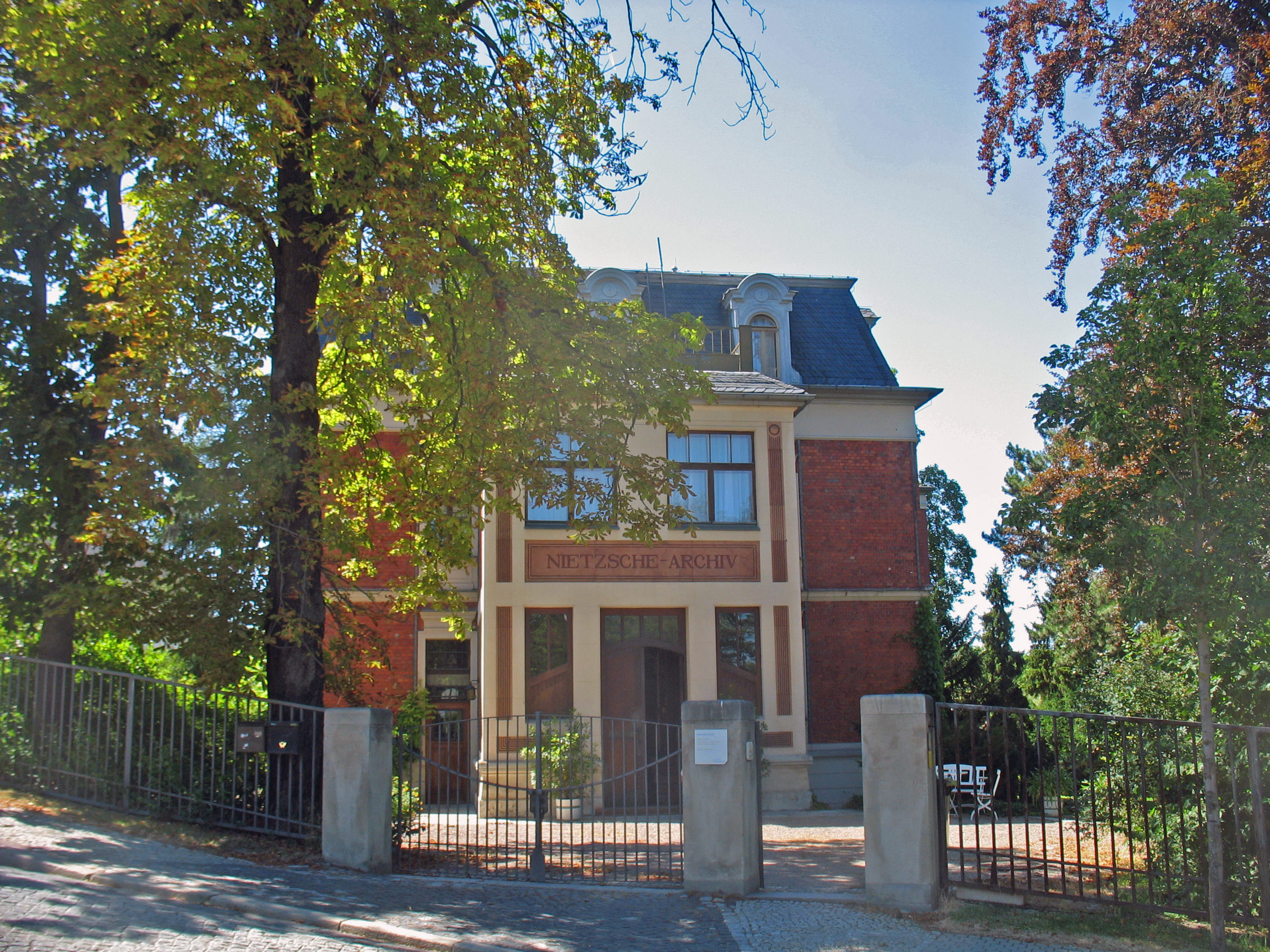
O Nietzsche-Archiv em Weimar, Alemanha, que guarda muitos de seus manuscritos

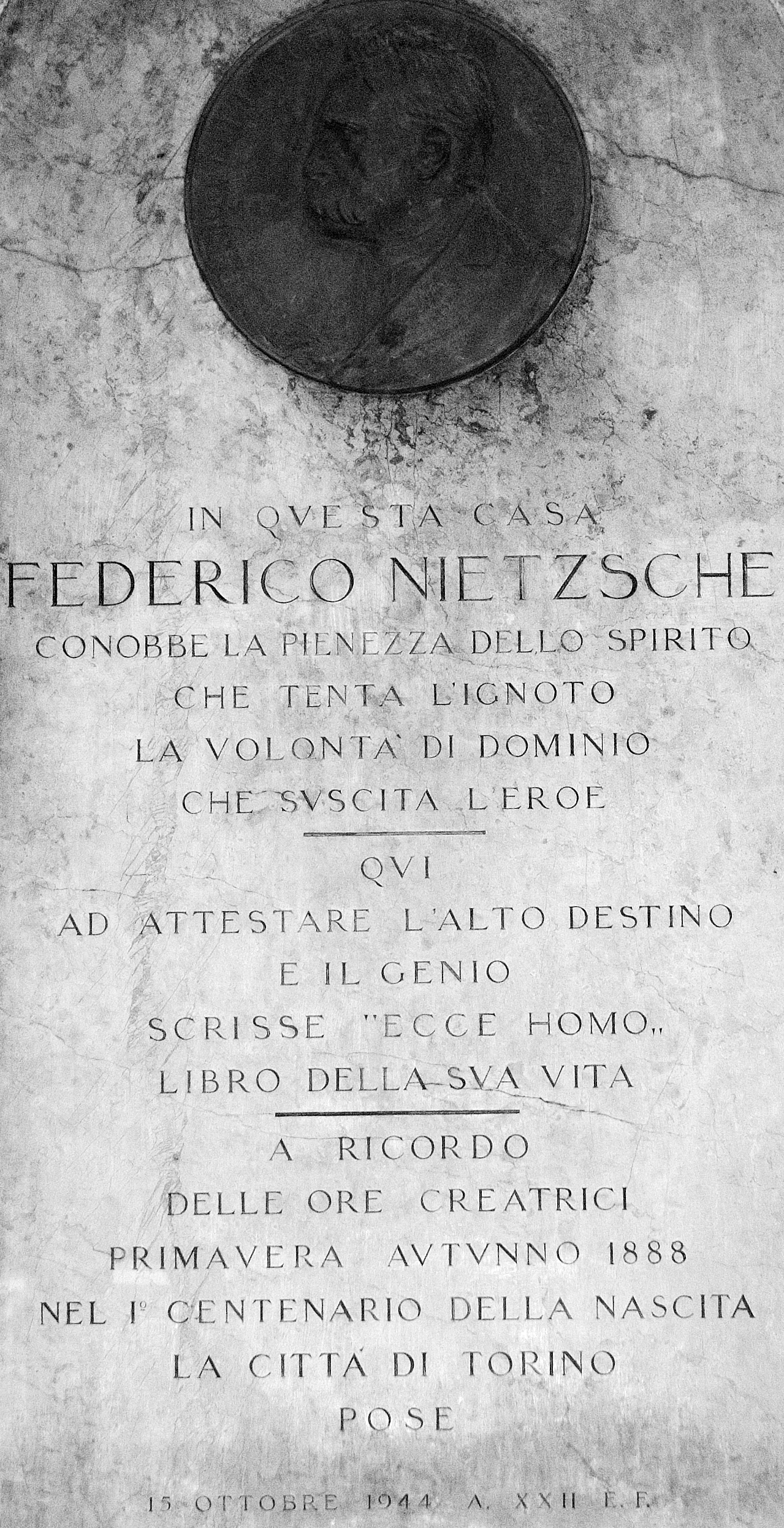
Placa com uma dedicatória para Nietzsche na casa em que ele residiu na cidade de Turim

## Legado

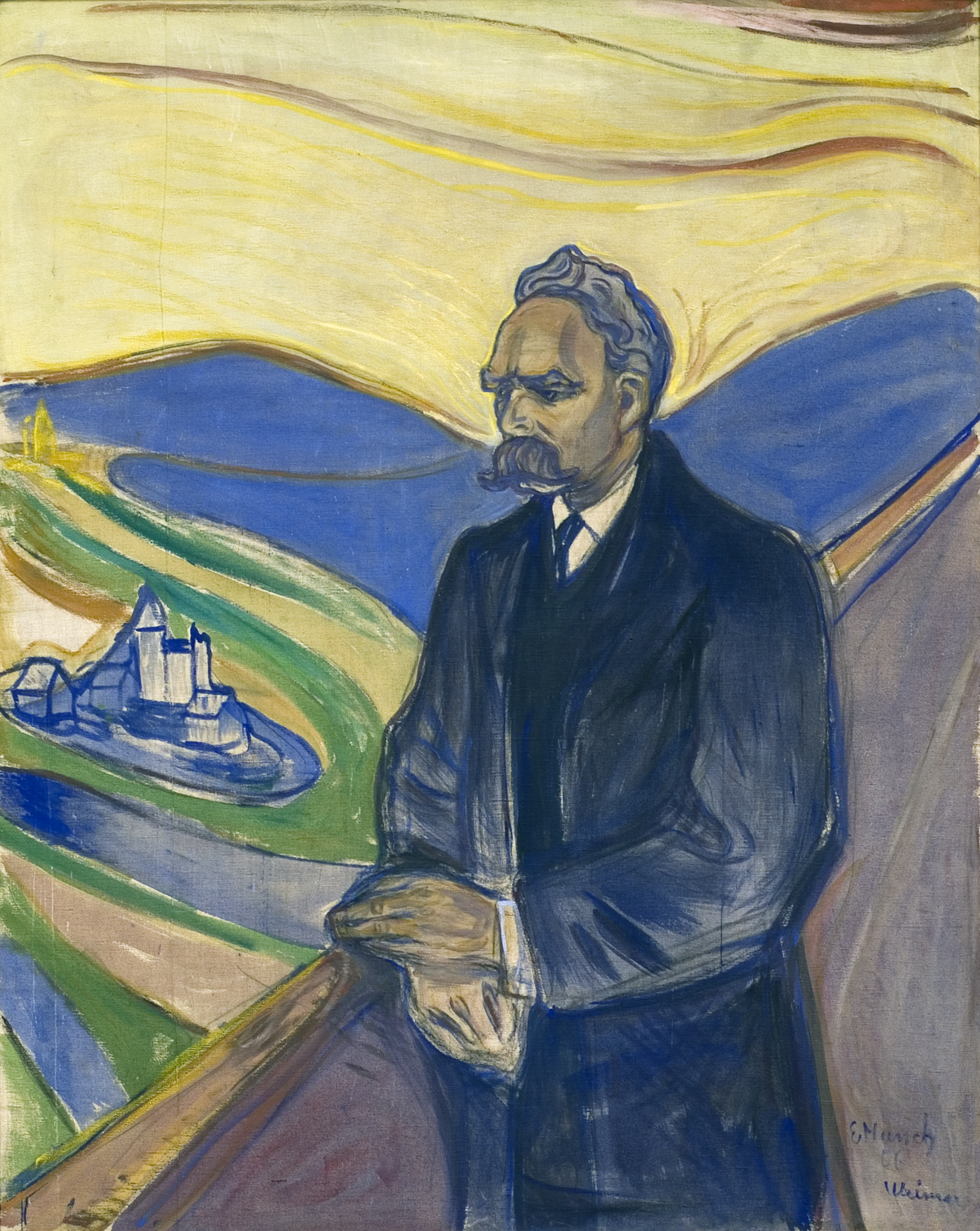
Retrato de Nietzsche por Edvard Munch, 1906, na Galeria Thielska, Estocolmo